# Église des Saints-Martyrs de Marrakech
L’église des Saints-Martyrs est une église catholique située dans le quartier du Guéliz de Marrakech. C'est la seule église de la région. Elle dépend de l'archidiocèse de Rabat.
Construite en 1928, elle est consacrée en 1929. Dédiée aux cinq martyrs franciscains exécutés sur les lieux au XIIIe siècle, l’église est toujours desservie par trois prêtres franciscains pour la communauté étrangère de Marrakech.

## Historique
Le premier aumônier de la ville est le père Austinde Castaing en 1912. Présent pour un an, il installe dans une baraque en bois le premier lieu de culte, près du camp du Guéliz pour les militaires.
Avec l’arrivée du père Colombie en 1913, la population civile réclame « son » église. Une chapelle est consacrée dans une maison de la Médina, rue Rias Zitoun. Reconnaissable à sa cloche, elle donne le nom au quartier : « Derb El Nakous ». Elle est dédiée à Notre-Dame des Anges en 1914 et enregistre 28 baptêmes et 56 enterrements la première année. Elle sert jusqu’en 1966.
Le troisième édifice, qui remplace le premier, est inauguré le 15 août 1918, rue de la Mehalla. Il existe encore aujourd’hui mais a cessé d’être utilisé pour le culte depuis longtemps. L’aumônier militaire y habitait et les locaux servaient pour les œuvres paroissiales. Rapidement, la place était insuffisante.

### Édification de l'église

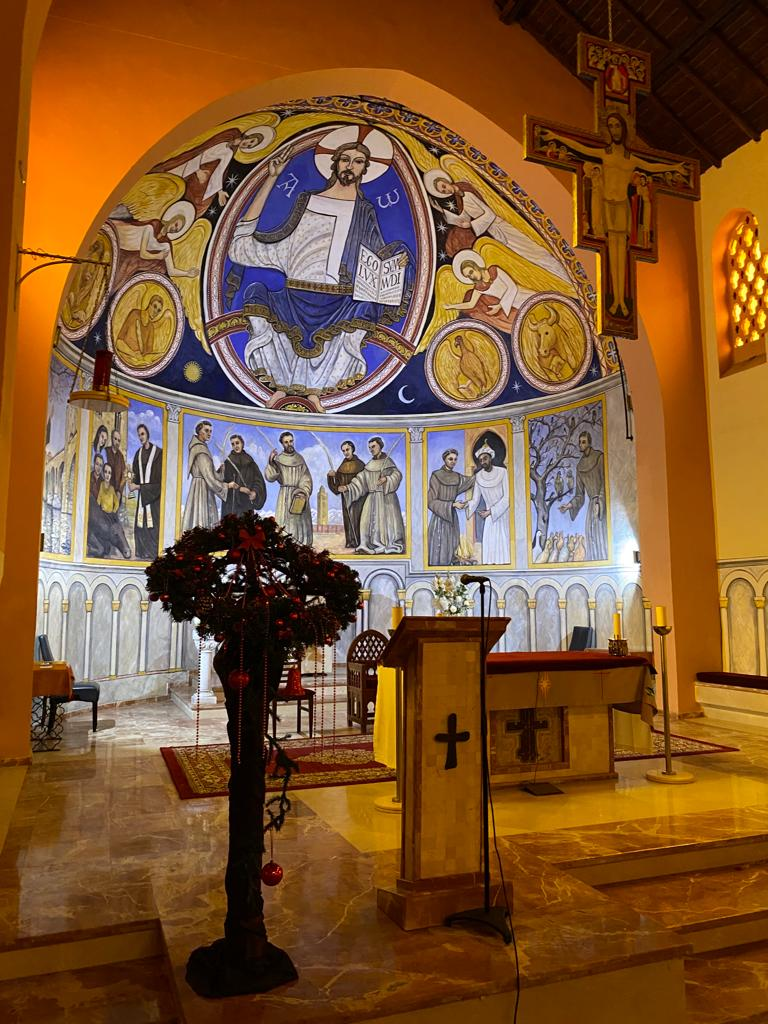
L'autel de l'église.

Le centre-ville de Marrakech a vu les cinq premiers franciscains envoyés par saint François d'Assise subir le martyr le 16 janvier 1220. L'église construite en 1928 et achevée en 1932 leur est dédiée. De nombreuses provinces franciscaines de par le monde ont contribué par leurs dons à l'édification de l'église, vénérable sanctuaire de l'ordre. Le 13 décembre, la bénédiction est présidée par Mgr Betanzos, vicaire apostolique du Maroc. Venu de Tanger à cet effet, il commémore les nombreux sacrifices des pères espagnols qui peinèrent en ce lieu durant des siècles et y versèrent leur sang. Le bienheureux Jean de Prado, martyr en 1631, a aussi une chapelle dans la grande église.
Cette église, plus grande et mieux située, répond aux besoins d’une population qui s’accroît.

### La mission franciscaine de Marrakech
Le 11 septembre 1913, à 24 ans, le père Apollinaire Colombie arrive à Marrakech. Il a reçu pour mission de Mgr Cervera, vicaire apostolique du Maroc, de ressusciter la mission franciscaine et de renouer avec un passé de tradition chrétienne interrompu depuis 1790.
Aumônier militaire, il organise aussi la vie paroissiale pour les civils européens. Les offices sont régulièrement célébrés dans la petite église dédiée au bienheureux Jean de Prado rue de la Mehalla, aussi bien que dans celle de la Médina. En 1917, arrive le père Robert Perrin, rescapé de Verdun, pour l'aider.
Entre-temps, les religieuses Franciscaines missionnaires de Marie ouvrent des classes pour les filles et connaissent un grand succès. Puis, l'orphelinat de Bab Doukhala, où travaillent et sont scolarisées un nombre important de filles marocaines, qui poursuit l'œuvre sociale et charitable de la fondation.
En 1921, le père Colombie quitte Marrakech pour devenir curé de la cathédrale de Rabat. Les prêtres se succèdent, encore aujourd'hui, pour continuer à faire vivre la mission franciscaine à Marrakech.

## Galerie

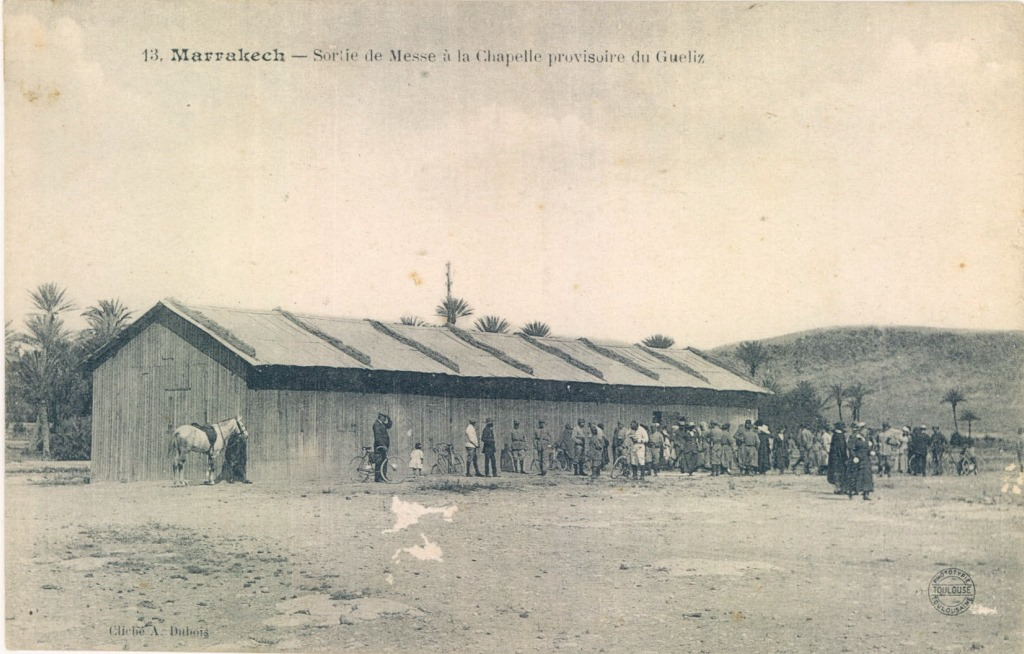
Sortie de messe à l'église provisoire de Gliz.
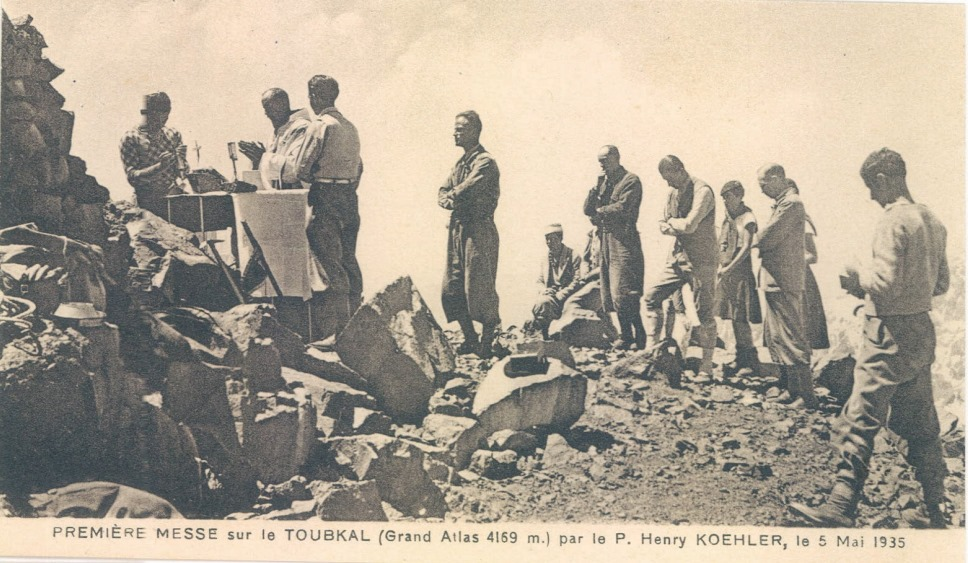
Première messe sur le Toubkal.
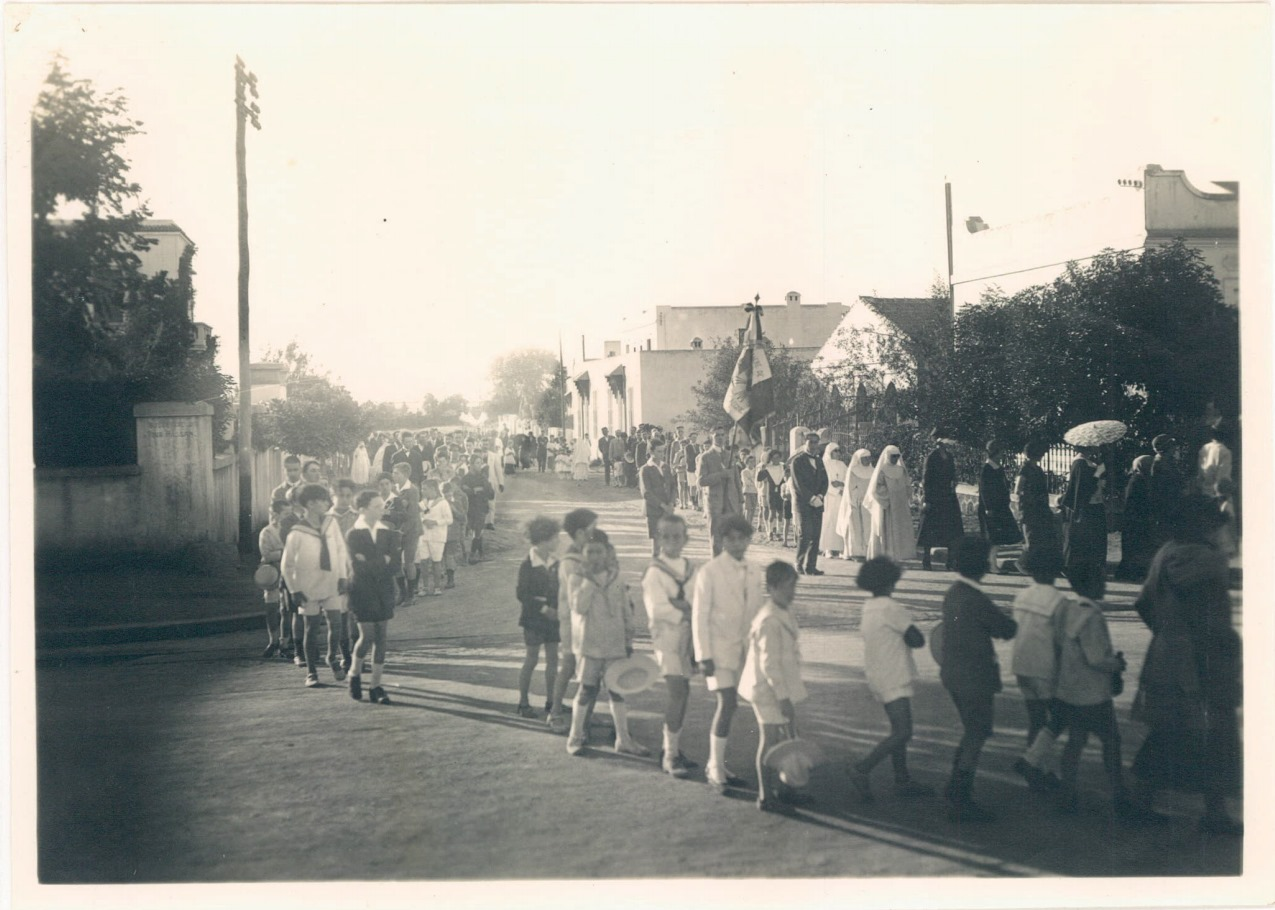
Procession de la Fête-Dieu.
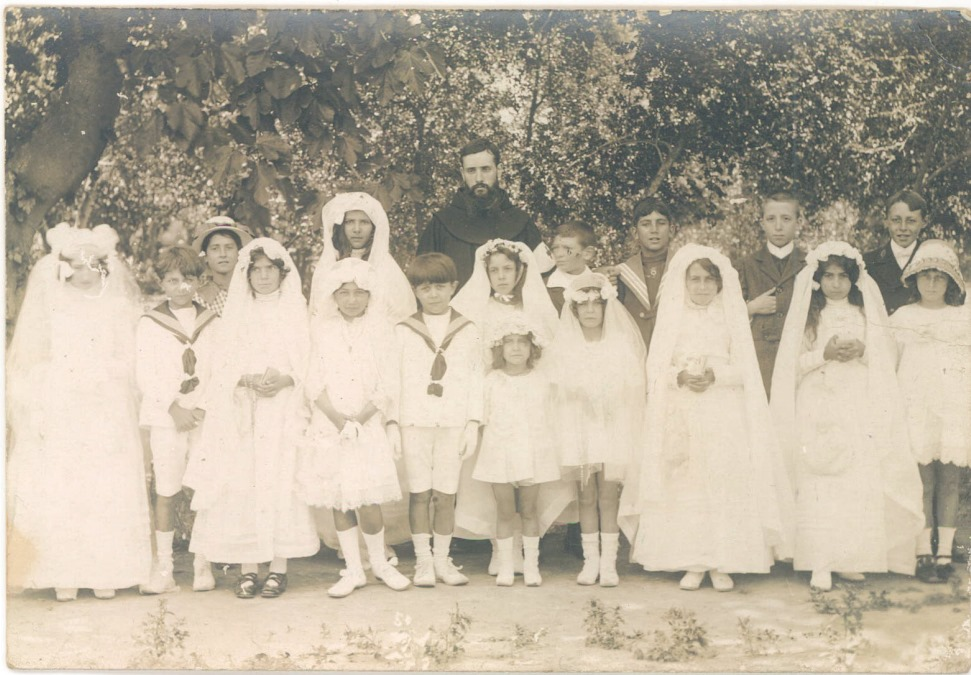
Première communion à l'église des Saints-Martyrs de Marrakech.
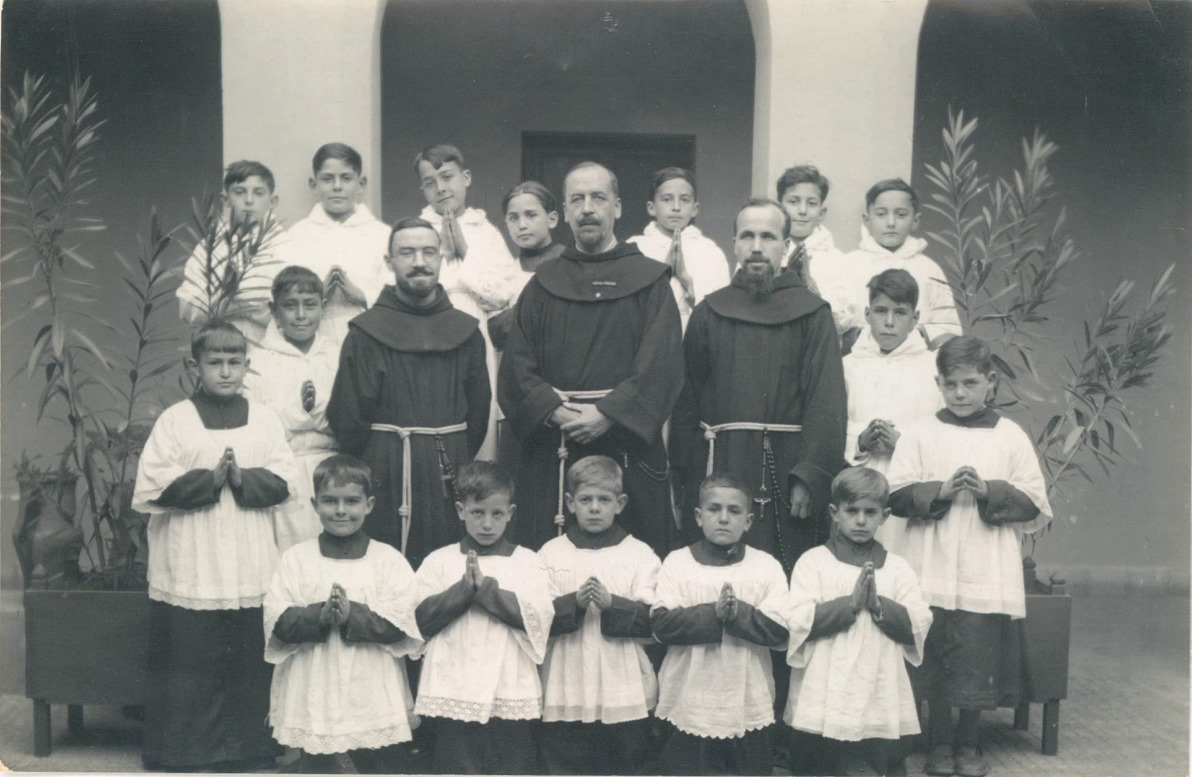
Enfants de chœurs.
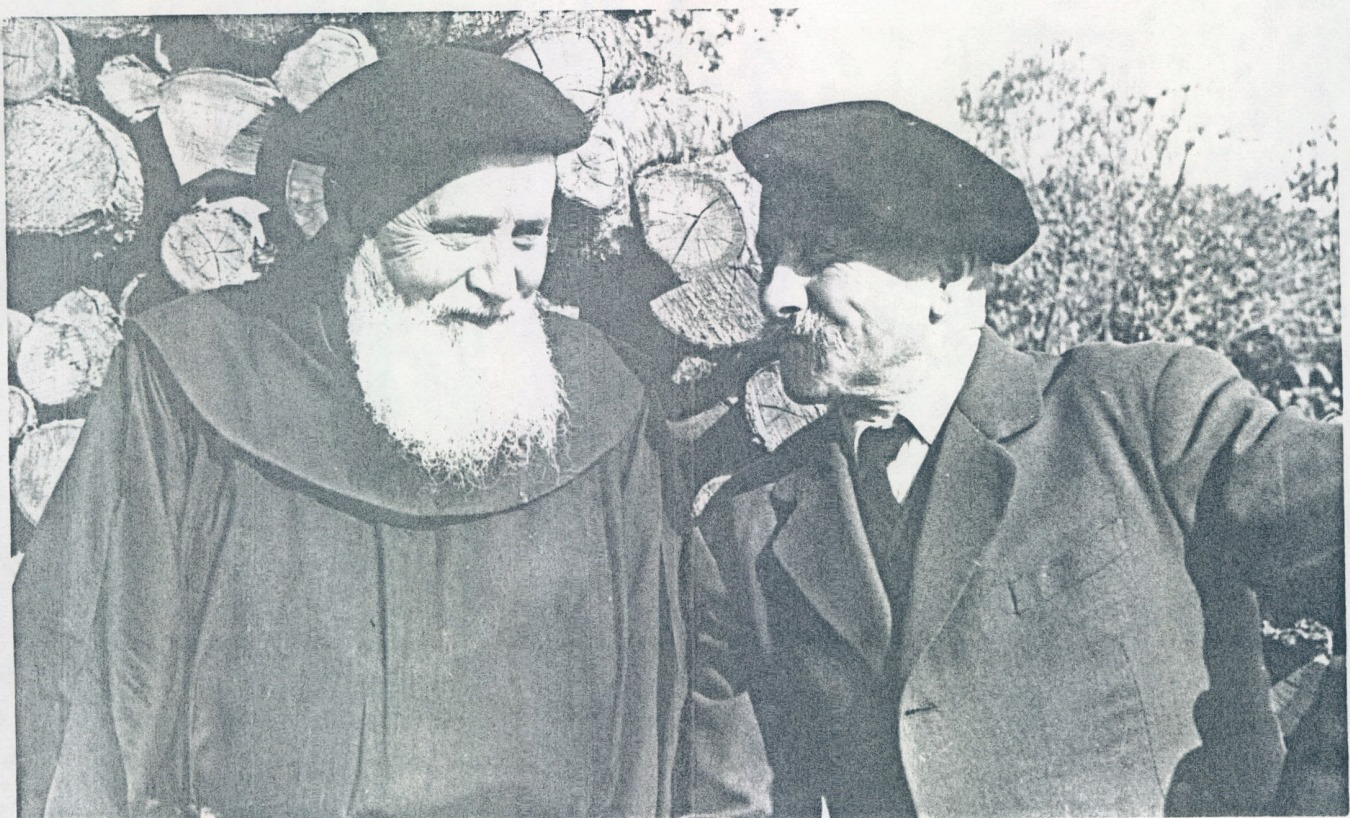
Robert Perrin avec un assistant paroissial.
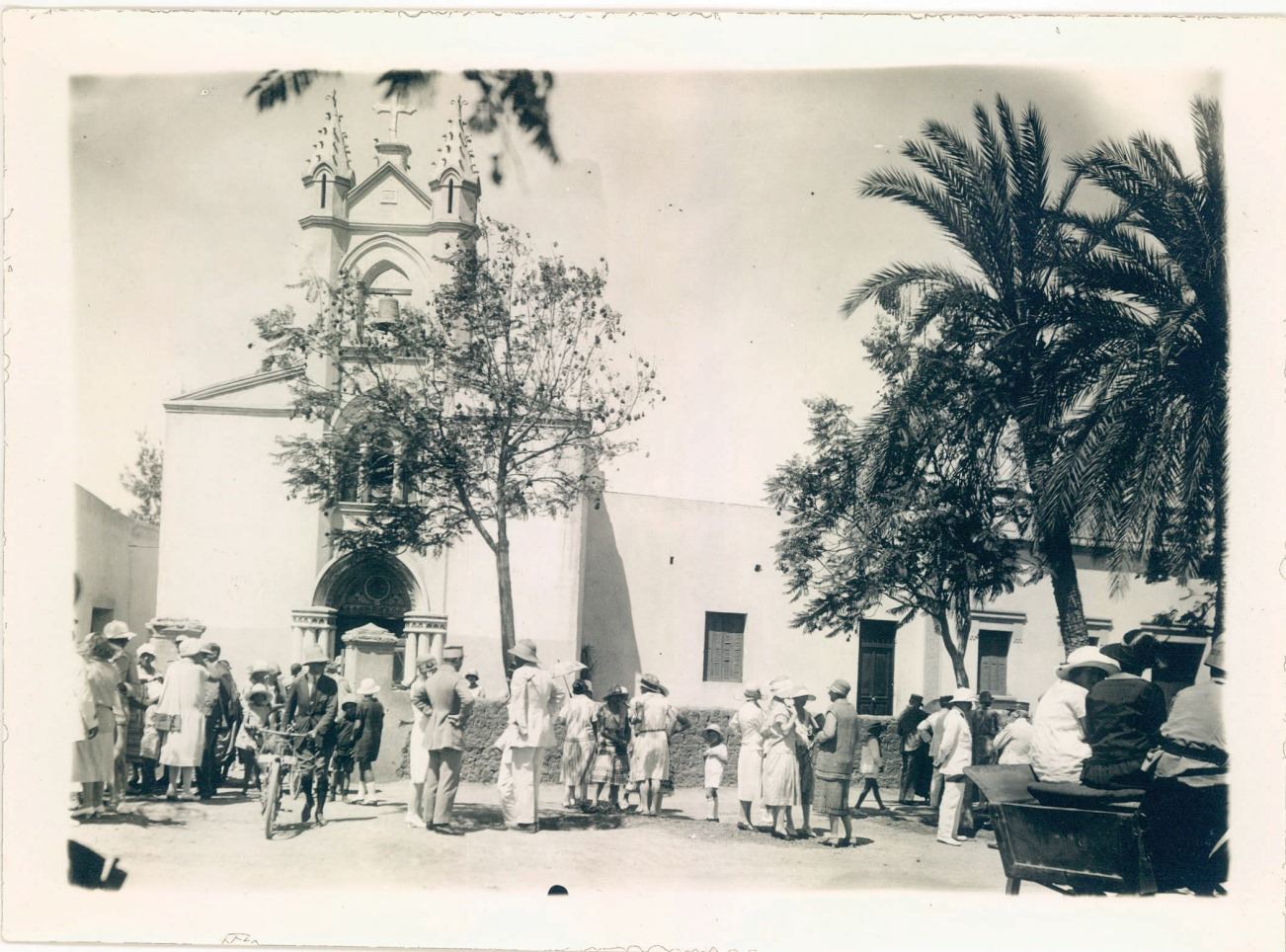
Église rue de la Mehalla.
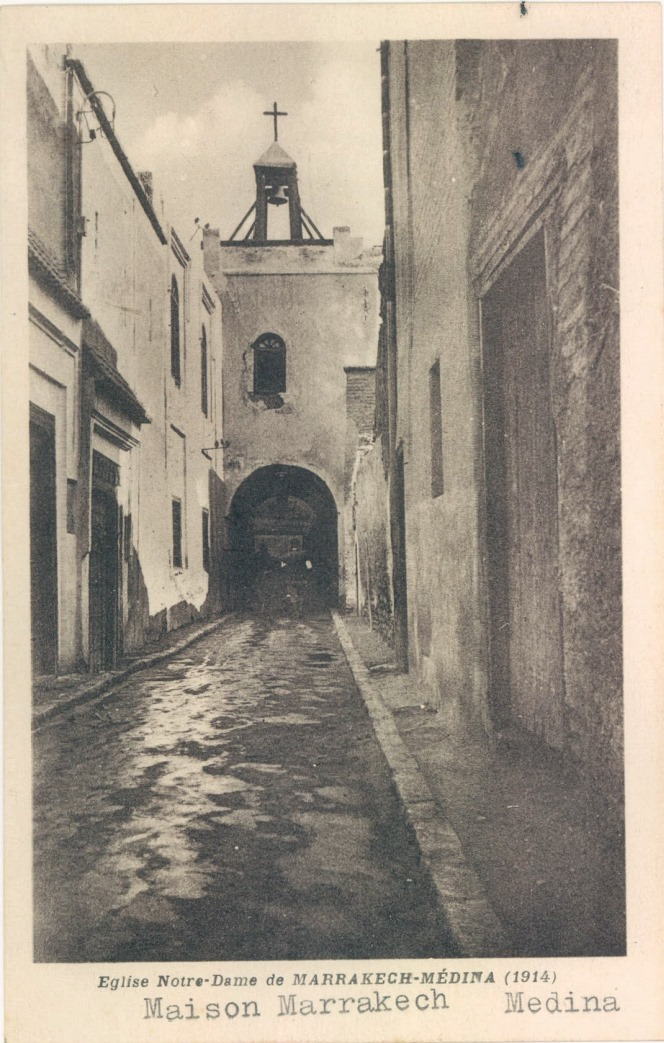
Église N.-D. de Marrakech-Médina (1914).
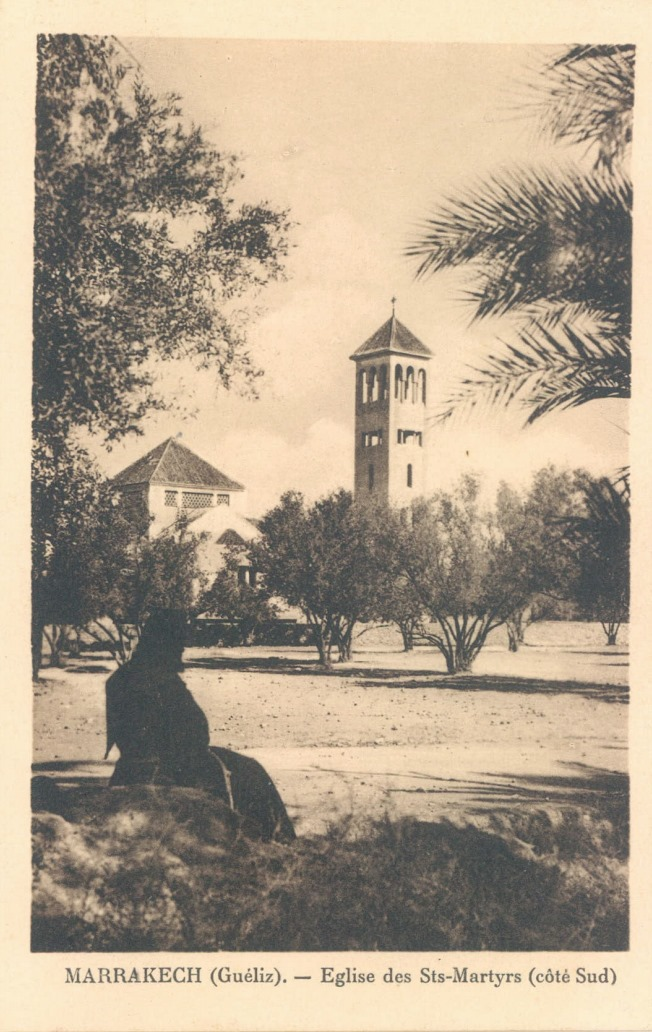
Église des Saints-Martyrs (côté sud).
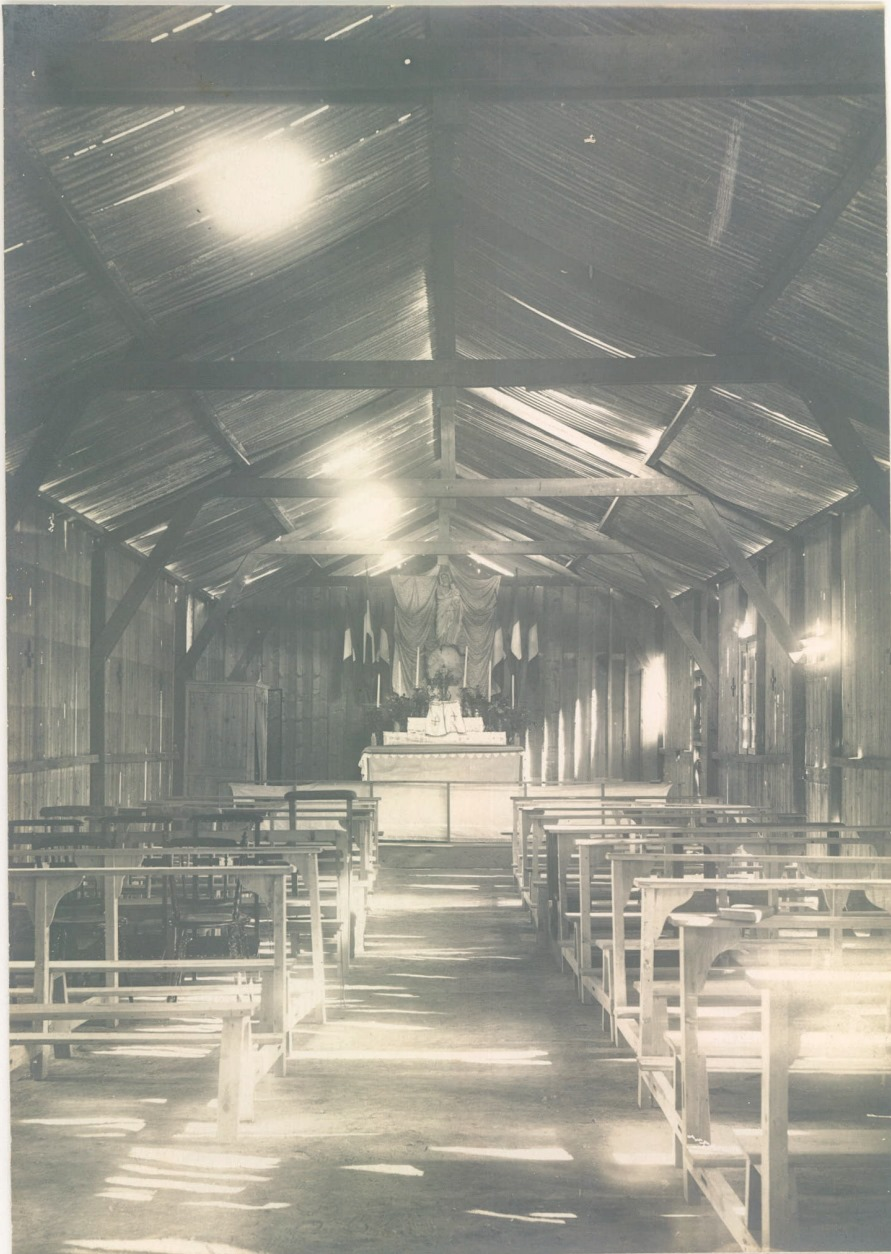
Chapelle 3.
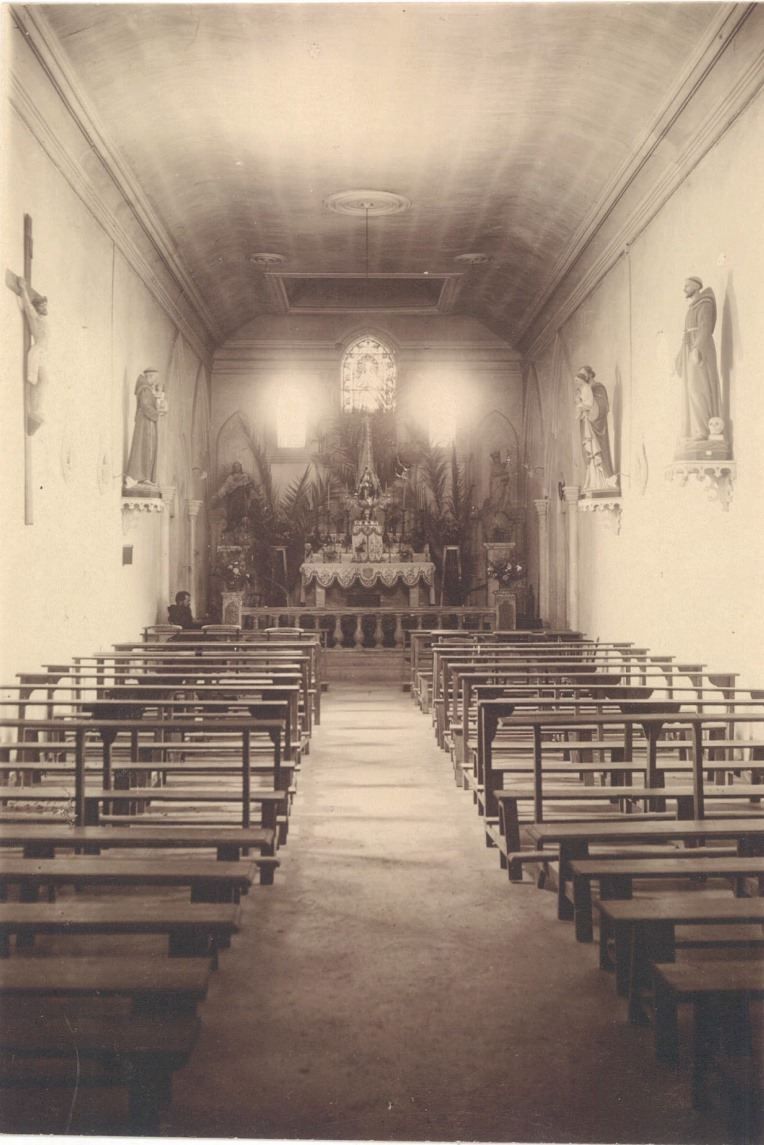
Chapelle 3.
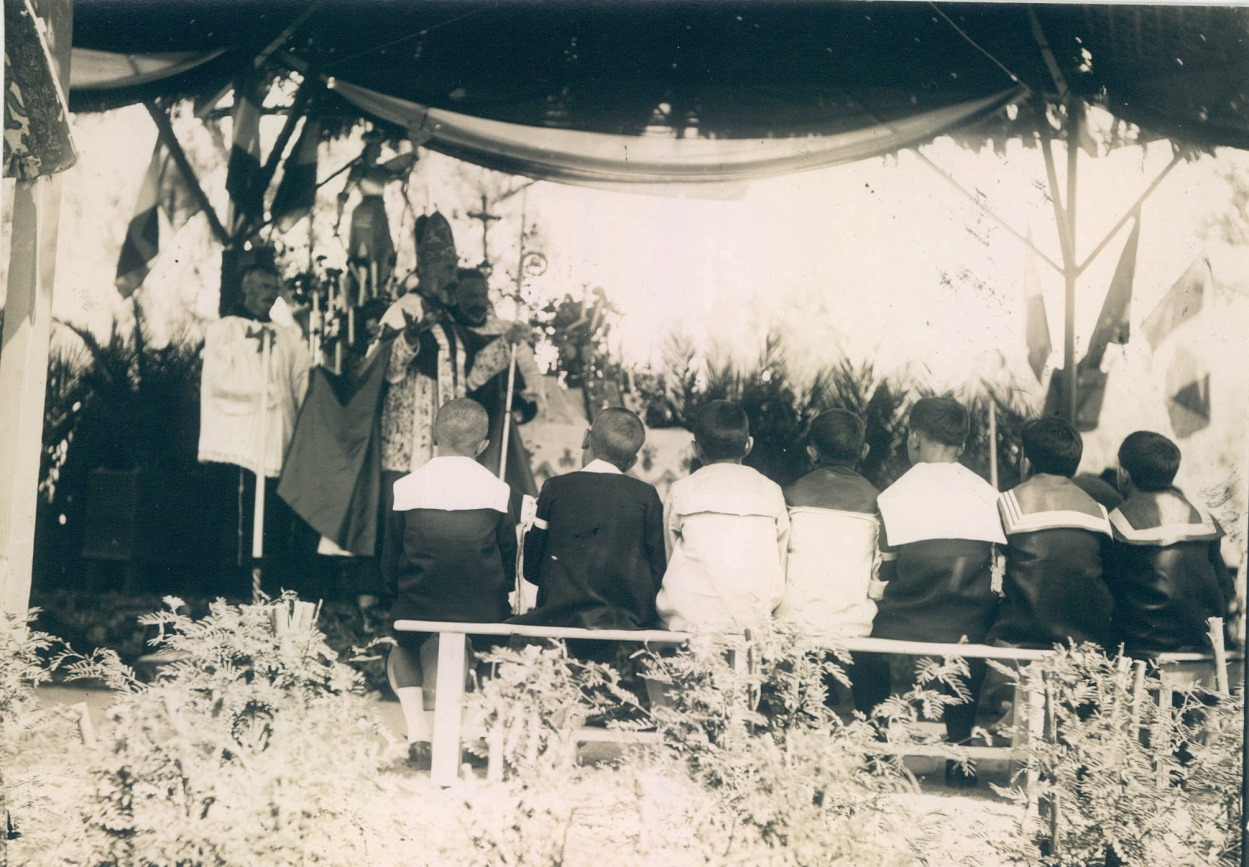
Communion.
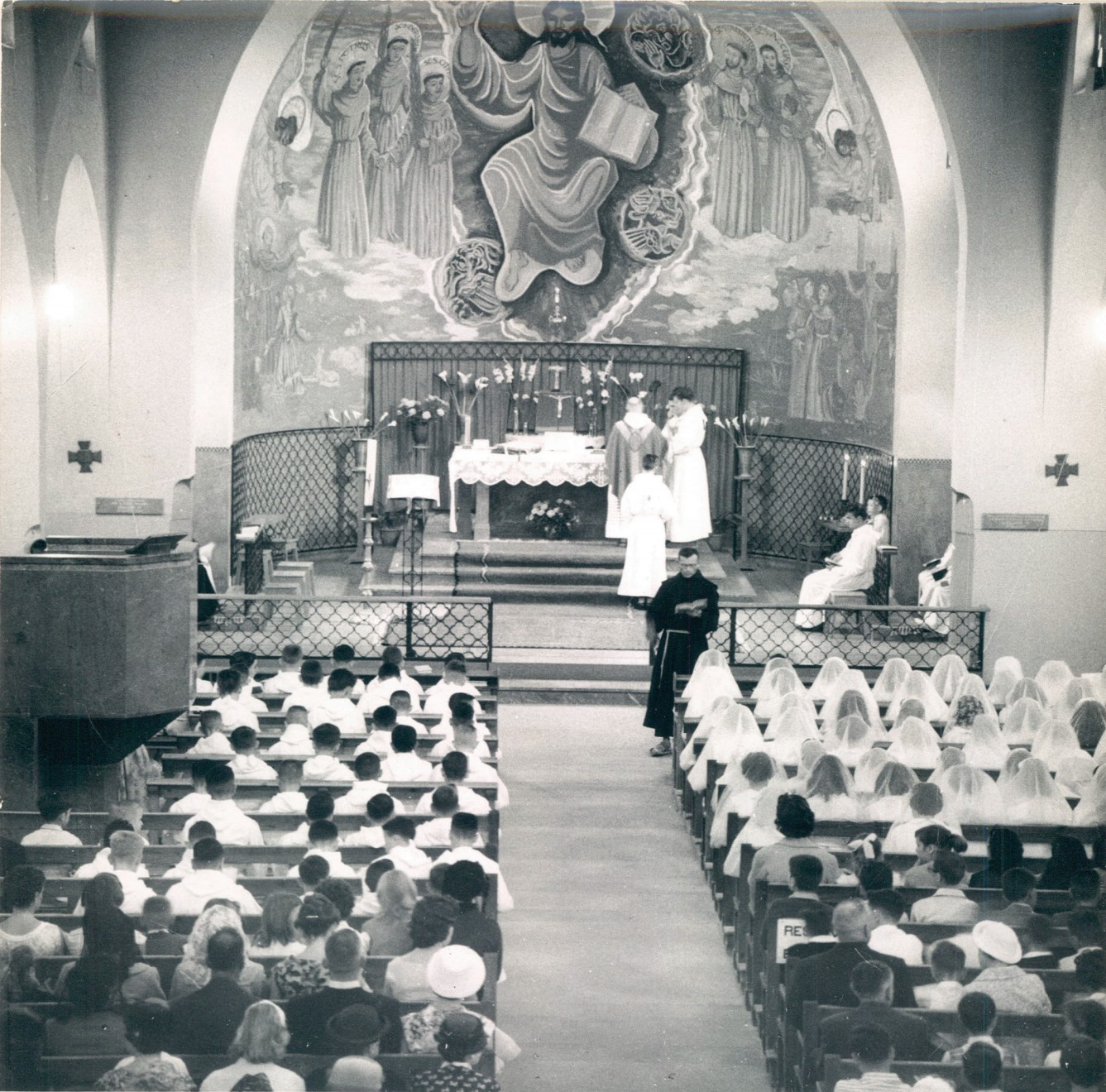
Célébration.
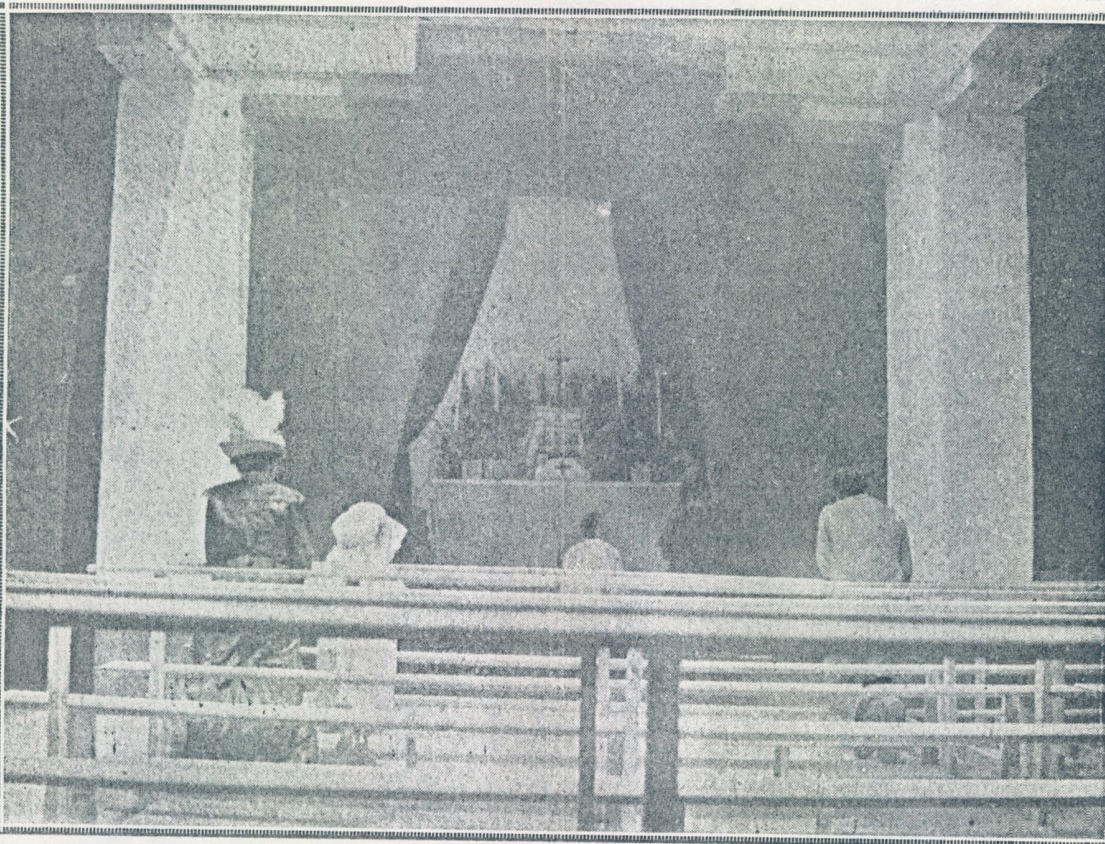
Chapelle Médina.
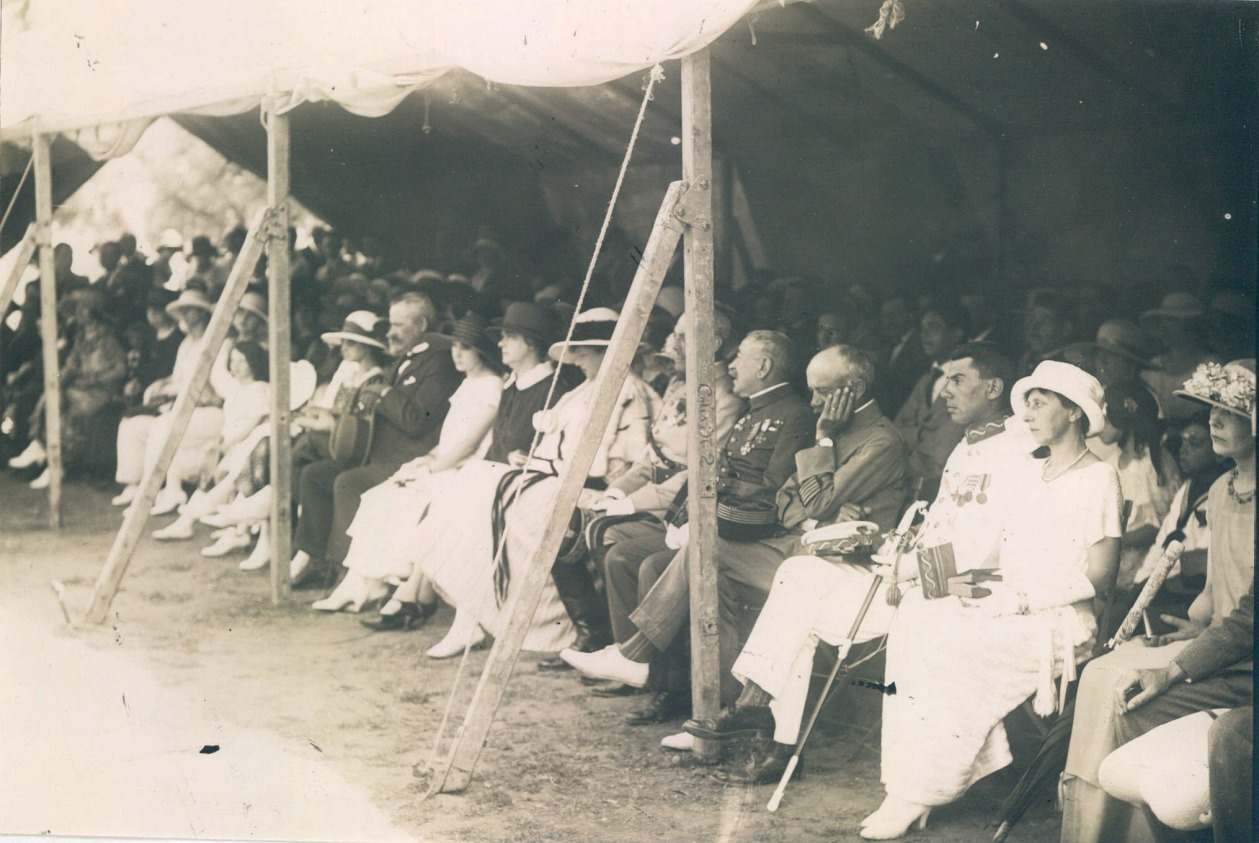
Assistance de la messe sainte Jeanne d'Arc.
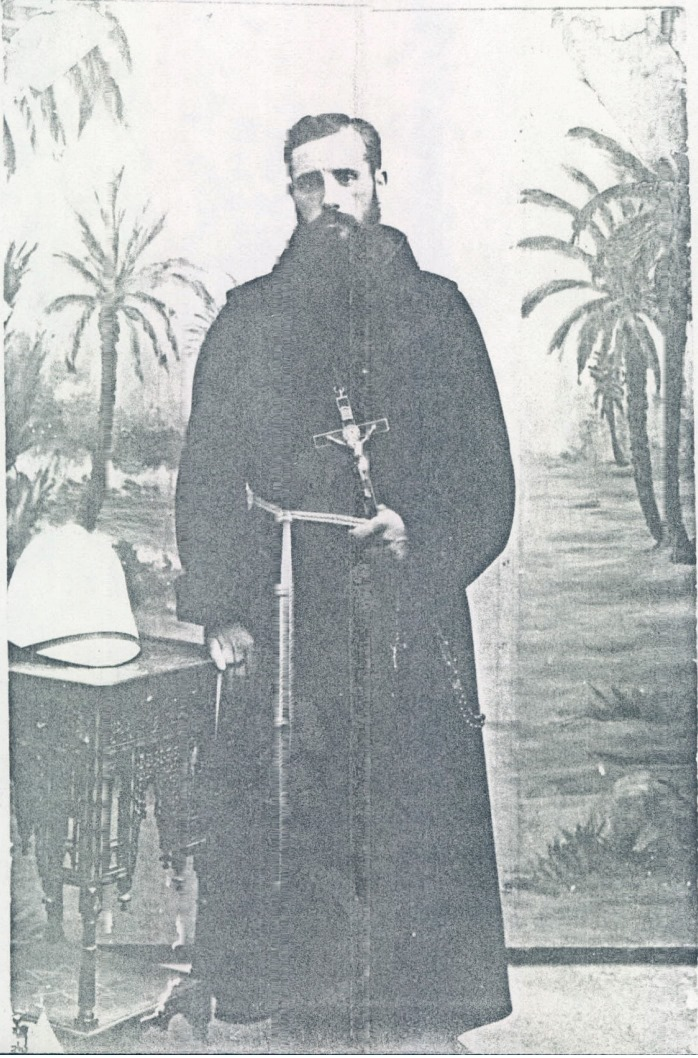
Apollinaire Colombie, aumônier militaire.
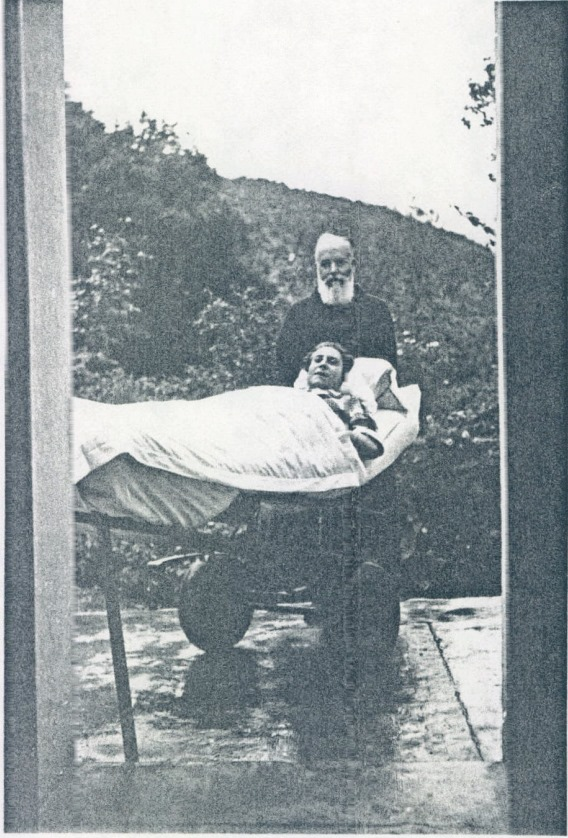
Aide au malade.
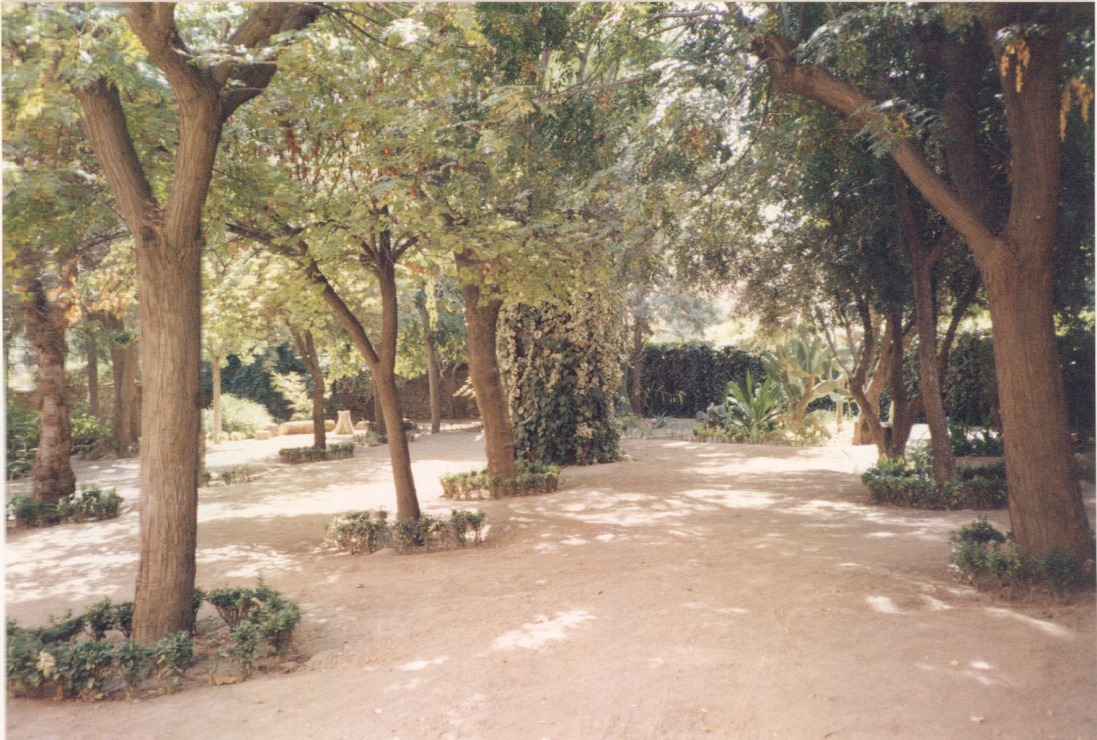
Ancien jardin de l'église.